# Protect trans kids

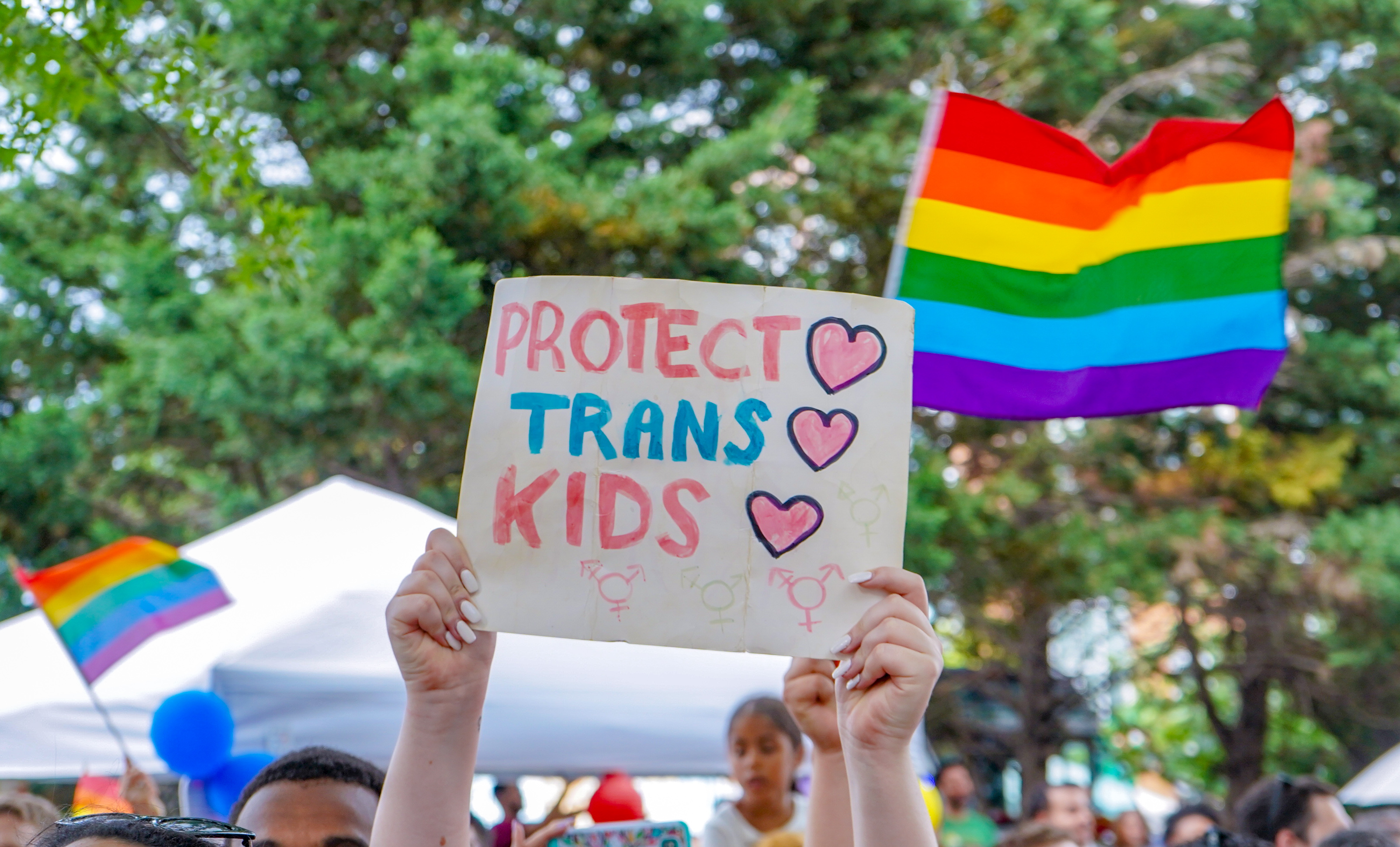
Un cartel que dice «protect trans kids» en el Desfile del Orgullo Gay 2018 en Washington D. C..

Protect trans kids («Proteger a los niños trans») es un eslogan utilizado en apoyo del movimiento por los derechos de las personas transgénero anglosajón con un enfoque en la juventud transgénero.

## Usos en el activismo
La frase fue utilizada en febrero de 2017 por activistas por los derechos de las personas transgénero en los Estados Unidos, después que la administración Trump revocara la «guía federal establecida por la administración Obama que ordenaba a las escuelas permitir que el estudiantado trans usara los baños de acuerdo con su identidad de género». Del mismo modo, el activismo ha utilizado letreros con la frase para protestar contra la legislación que prohibiría la atención médica de afirmación de género para la juventud transgénero.
En 2022, la periodista y activista por los derechos LGBT estadounidense Sue Kerr distribuyó más de 700 carteles con la frase «protect trans kids» por todo Pittsburgh, después que un adolescente local sufriera insultos transfóbicos. El concejal de la ciudad, Bobby Wilson, proclamó más tarde el 12 de septiembre de 2022 como el «Día de la protección de los niños trans» en Pittsburgh.
Tras el apuñalamiento fatal de Brianna Ghey, una joven trans británica, la frase se hizo eco en las redes sociales. El cantante inglés Yungblud tuiteó la frase, además de hablar en contra de los sentimientos anti-trans.
Los medios de comunicación también han señalado el uso de la frase en las camisetas. Esther Byrd, miembro de la Junta de Educación de Florida, elogió a un padre que informó que un maestro de la escuela secundaria Tocoi Creek había usado una camiseta con la frase. Durante la Copa SheBelieves 2022, Catarina Macário y Andi Sullivan de la selección nacional femenina de fútbol de los Estados Unidos (USWNT) usaron una cinta atlética con la frase alrededor de sus muñecas. Esto ocurrió el mismo día en que el gobernador de Texas, Greg Abbott, envió una carta al Departamento de Servicios para la Familia y de Protección de Texas, pidiendo al funcionariado y otros profesionales que trabajan con menores de edad que informen a las autoridades estatales sobre los padres de infancias trans.
En junio de 2023, el club de fútbol profesional Seattle Sounders FC vendió una bufanda con la frase y las ganancias se donaron a una organización de apoyo a familias transgénero. Los jugadores del equipo también posaron con la bufanda antes de un partido de la Major League Soccer. El grupo de seguidores más grande de los Sounders, Emerald City Supporters, también exhibe regularmente una pancarta que dice «Emerald City Supports Trans Kids» en los partidos. Durante la final de la Liga de Campeones de la Concacaf 2022 en Lumen Field, los funcionarios de Concacaf intentaron quitar la pancarta pero fueron reprendidos por el personal de Sounders.
En junio de 2023, la entrenadora en jefe de los Minnesota Lynx, Cheryl Reeve, usó una camiseta con la frase durante un juego. El personal de redes sociales del equipo también publicó la frase en un tuit. También en junio de 2023, un esfuerzo conjunto de defensa de los derechos de las personas transgénero de la Catedral Episcopal de San Marcos y la ACLU de Washington proyectó una exhibición de luces que decía «protect trans kids» en una iglesia en el Capitolio de Seattle.

## Usos en los medios
En 2019, el actor estadounidense Don Cheadle usó una camiseta negra con la frase mientras presentaba Saturday Night Live. Muchos espectadores recibieron positivamente la declaración de Cheadle; Human Rights Campaign también le agradeció en un tuit.
De manera similar, en febrero de 2023, una de las cantantes del dúo estadounidense de música folk rock Indigo Girls usó una camiseta con la frase mientras actuaba en Tiny Desk Concerts.
La frase se vio en la película animada de 2023 Spider-Man: Across the Spider-Verse, escrita en una bandera transgénero en la habitación de Gwen Stacy. La aparición de la bandera con la frase se citó como una razón probable por la que se retiró la proyección de la película en varios cines en países de mayoría musulmana en el Medio Oriente.